# Frans Timmermans (politicus)
Franciscus Cornelis Gerardus Maria (Frans) Timmermans (Maastricht, 6 mei 1961) is een Nederlands politicus en diplomaat. Hij is sinds 6 december 2023 namens GroenLinks-PvdA fractievoorzitter in de Tweede Kamer. Hij was van 1 november 2014 tot 22 augustus 2023 Eurocommissaris en de eerste vicevoorzitter van de Europese Commissie.
Voor zijn Eurocommissariaat was hij van 1998 tot 2014 ook actief in de Nederlandse politiek voor de Partij van de Arbeid (PvdA): als Tweede Kamerlid, als staatssecretaris van Europese Zaken en als minister van Buitenlandse Zaken.

## Jeugd en opleiding
Timmermans werd geboren in Maastricht, maar groeide door het werk van zijn vader die bij Nederlandse ambassades werkte, grotendeels op in Brussel en Rome. Na de echtscheiding van zijn ouders verhuisde hij in 1975 met zijn moeder terug naar Nederland (Heerlen), waar hij ook zijn middelbare school afmaakte op het Bernardinuscollege. Timmermans studeerde van 1980 tot 1985 Franse letterkunde aan de Radboud Universiteit Nijmegen en van 1984 tot 1985 Europees recht en Franse letterkunde aan de Université Nancy-II in Nancy.
Zijn militaire dienstplicht vervulde Timmermans bij de Koninklijke Landmacht als ondervrager van Russischtalige krijgsgevangenen. Hier hield hij een diploma tolk-vertaler Russisch aan over. Na zijn dienstplicht bleef hij nog meer dan twintig jaar reserveofficier.

## Diplomatieke carrière
In 1987 trad Timmermans in dienst bij het ministerie van Buitenlandse Zaken, waar hij de diplomatenopleiding volgde. Hij werkte als tweede secretaris op de Nederlandse ambassade in Moskou, was medewerker van Europees commissaris Hans van den Broek, en was adviseur van de hoge commissaris inzake Nationale Minderheden van de OVSE Max van der Stoel.

## Politieke carrière

### Tweede Kamerlid (1998-2007)
Van 1998 tot 2007 was Timmermans Tweede Kamerlid voor de PvdA. Bij de Tweede Kamerverkiezingen 1998 werd Timmermans gekozen in het parlement. Bij de verkiezingen van 2002 en 2003 werd hij herkozen. Hij hield zich in het parlement bezig met Europese zaken en Defensie en was ondervoorzitter van de vaste commissie voor Buitenlandse Zaken.
Van maart 2002 tot juli 2003 vertegenwoordigde Timmermans de Tweede Kamer in de Conventie over de Toekomst van Europa bij het opstellen van de Europese Grondwet. In de aanloop naar het referendum in Nederland over die grondwet was hij een van de meest fervente verdedigers van het verdrag: "Ik daag iedereen uit om een grondwet te tonen die helderder is, die moderner is, die toegankelijker is, en die de rechten van de burgers beter regelt."

### Staatssecretaris van Buitenlandse Zaken (2007-2010)
Na de Tweede Kamerverkiezingen van 2006 ging de PvdA met het CDA en de ChristenUnie regeren in het kabinet-Balkenende IV. Hierbij werd Timmermans op 22 februari 2007 benoemd tot staatssecretaris van Buitenlandse Zaken. In het buitenland werd de titel minister voor Europese Zaken gevoerd. Een van de onderwerpen in zijn portefeuille was het Verdrag van Lissabon, de opvolger van de in 2005 door referenda in Nederland en Frankrijk afgewezen Europese grondwet.

### Tweede Kamerlid (2010-2012)
Bij de verkiezingen voor de Tweede Kamer van 2010 werd de PvdA, met dertig behaalde zetels, de op een na grootste partij. Timmermans (negende op de kieslijst) behaalde 8684 voorkeurstemmen. Uiteindelijk zou de PvdA in de oppositie belanden.
In zijn portefeuille als Kamerlid zat onder andere buitenland, defensie en koninkrijksrelaties.
Timmermans was in 2011 kandidaat om commissaris van de Koningin in Limburg te worden, maar gaf aan de functie niet te accepteren als de Partij voor de Vrijheid een te grote vinger in de pap zou krijgen. Uiteindelijk ging de functie naar Theo Bovens (CDA) en werd na de Provinciale Statenverkiezingen 2011 de PVV de grootste partij in Limburg.

#### Commotie partijleiderschap PvdA
Begin 2012 was er commotie om het leiderschap van de PvdA en stapte partijleider Job Cohen op daags na het uitlekken van een kritische interne e-mail van Timmermans. Er werden al langer openlijk vragen gesteld bij de leiderschapskwaliteiten van Cohen.
Op 16 februari 2012 publiceerde dagblad Trouw een interview met Cohen en partijvoorzitter Hans Spekman met als koppen 'We moeten linksom uit de crisis komen' en ‘Aanschurken tegen de SP’. In een aan de NOS uitgelekte e-mail schreef Timmermans zich niet thuis te voelen bij wat het tweetal gezegd had. Volgens Timmermans gaf het interview sterk de indruk dat het duo afscheid wilde nemen van de traditionele sociaaldemocratische benadering en waarschuwde dat de PvdA geen "SP-light" mocht worden. De kritiek leidde tot onrust en discussie binnen de PvdA-fractie. Na een lange fractievergadering, waarin Cohen aangaf dat van een koersverandering geen sprake was, leek de rust te zijn teruggekeerd. Vier dagen later, op 20 februari 2012, trad Cohen echter per direct af als partijleider en fractievoorzitter in de Tweede Kamer.
De PvdA organiseerde vervolgens een verkiezing voor een nieuwe lijsttrekker. Timmermans zei zich graag kandidaat te willen stellen, maar zag er naar eigen zeggen vanaf omdat anderen hem zouden zien als de "Brutus van Job Cohen". Ook gaf Timmermans aan niet de bewuste e-mail te hebben gelekt. Spekman vertelde in tv-programma Nieuwsuur dat Timmermans' e-mail niet de ‘doodsteek’ was bij Cohens besluit. Uiteindelijk werd Diederik Samsom de opvolger van Cohen.

### Minister van Buitenlandse Zaken (2012-2014)

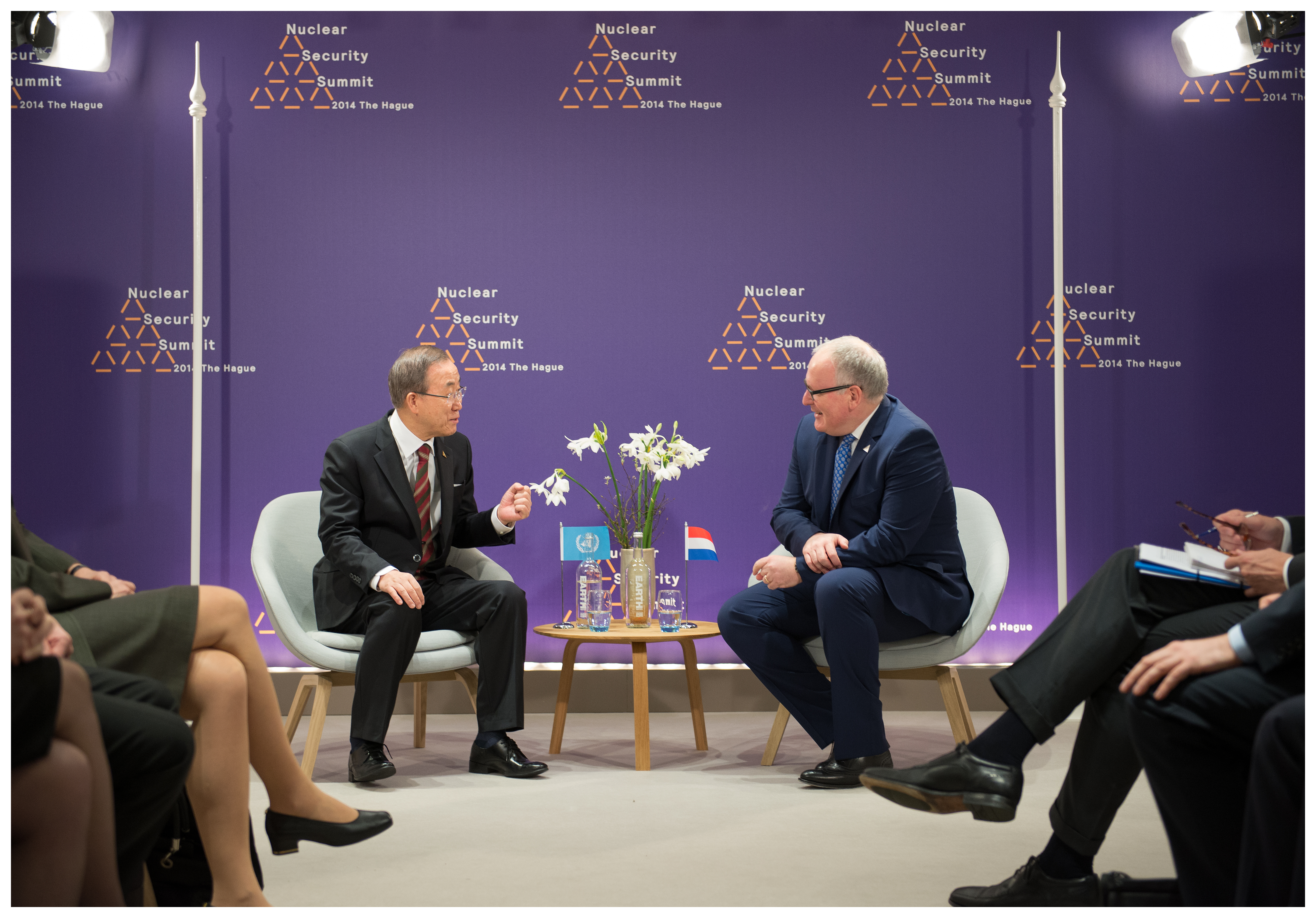
Timmermans als minister van Buitenlandse Zaken met Ban Ki-moon, toenmalig secretaris-generaal van de Verenigde Naties, in 2014

Na de Tweede Kamerverkiezingen van 2012 werd de PvdA opnieuw de op een na grootste partij en vormde dit keer een coalitie met de VVD: kabinet-Rutte II. Op 5 november 2012 werd Timmermans minister van Buitenlandse Zaken in dit kabinet.
Het Nederland-Ruslandjaar (om de relatie tussen beide landen te vieren) in 2013 kende verschillende diplomatieke botsingen, waardoor de diplomatieke relatie verslechterde.
Eind 2013 en begin 2014 escaleerde de politieke situatie in het Russische buurland Oekraïne steeds verder. Wanneer eind 2013 de zogenaamde Euromaidan-protesten in Oekraïne gaande zijn, bezoekt Timmermans op 4 december Kiev en spreekt met vertegenwoordigers van de oppositie en regering. Dit bezoek en dat van andere Europese ministers en EU-vertegenwoordigers aan Kiev leverde kritiek op van Russische premier Medvedev.
Tussen 18 en 24 februari vond in Oekraïne de zogenaamde Revolutie van de Waardigheid plaats. Vervolgens brak er een gewapend conflict uit in het oosten van het land en namen Russische militairen de Krim in. Op 3 maart 2014 kwamen de Europese ministers van Buitenlandse Zaken bijeen in Brussel om te bespreken welke stappen moesten worden ondernomen tegen Rusland. Timmermans was geen voorstander van sancties tegen Rusland uit angst voor “nieuwe scheidslijnen in Europa” en nieuwe spanningen.
In mei 2014 ging Timmermans in gesprek met Saoedi-Arabië om dreigende sancties door het land te voorkomen naar aanleiding van anti-islam stickers van PVV-partijleider Geert Wilders.
Timmermans hield tijdens een debat over de Europese agenda van het kabinet op 27 mei 2014 een toespraak in de Tweede Kamer tegen racisme, antisemitisme en de opmars van antisemitische Europese partijen. Hiervoor kreeg hij applaus, ongebruikelijk in de Tweede Kamer. Deze toespraak volgde in de nasleep van een dodelijke schietpartij in het Joods Museum Brussel en de uitslag van de verkiezingen voor een nieuw Europese Parlement. Oppositiepartijen SGP en ChristenUnie dienden na afloop van het debat een motie in waarin zij het kabinet vroegen antisemitisme expliciet te agenderen in Europees verband.

#### MH17-ramp
In de zomer van 2014 raakte Nederland zelf verwikkeld bij het conflict in Oekraïne. Het passagiersvliegtuig Malaysia Airlines-vlucht 17 met 298 passagiers aan boord (waarvan 194 Nederlanders) en met vertrek vanaf Schiphol werd op 17 juli neergehaald toen het over het oosten van Oekraïne vloog. Er waren geen overlevenden. Vier dagen later kwam de Veiligheidsraad van de Verenigde Naties in New York samen naar aanleiding van de ramp. Timmermans gaf er een emotionele speech. Daarin onderstreepte hij het steunen van de VNVR-resolutie 2166 (ingediend samen met Australië, België, Maleisië en Oekraïne), waarin staat dat de schuldigen van het neerhalen van het vliegtuig verantwoordelijk moeten worden gehouden. Hij drong erop aan dat er een onderzoek moest komen naar de toedracht en dat "Nederland niet zou rusten totdat alle feiten boven zijn gekomen en recht is geschied". Later kwam naar voren dat Timmermans zich in zijn speech onzorgvuldig had uitgelaten over de plaatselijke bevolking met betrekking tot het bergen van de lichamen van de slachtoffers. Dit heeft Timmermans in een brief aan de Tweede Kamer toegegeven.
In oktober 2014 bood Timmermans zijn excuses aan aan de nabestaanden, omdat hij in het tv-programma Pauw abusievelijk beweerde dat de slachtoffers een zuurstofmasker droegen toen het vliegtuig werd neergehaald (suggererend dat de slachtoffers tot de laatste momenten bij bewustzijn waren).
Op 2 september 2014 hield Timmermans in De Rode Hoed in Amsterdam de HJ Schoo-lezing van Elsevier Weekblad onder de titel "De oostgrens van Europa: met realpolitik idealen verwezenlijken".

### Europees Commissaris (2014-2023)

#### Eerste termijn

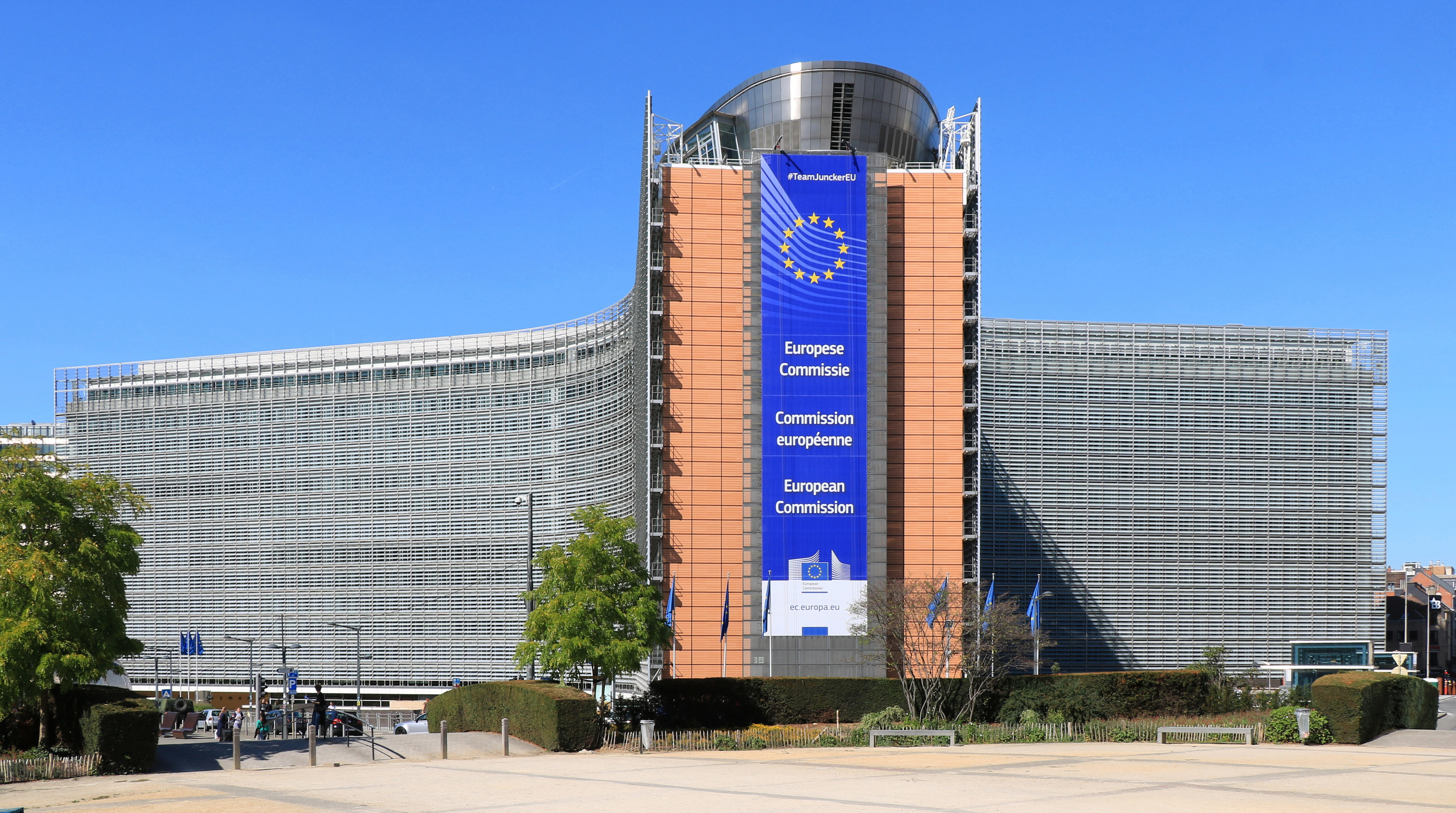
De Europese Commissie, waarvan Frans Timmermans van 2014 tot 2023 eerste vicevoorzitter was

Op 2 september 2014 droeg de Nederlandse regering Timmermans voor als kandidaatlid voor de Europese Commissie. Op 10 september maakte de aantredende voorzitter van de Europese Commissie, Jean-Claude Juncker bekend dat Timmermans door hem werd voorgedragen in de commissie-Juncker als "eerste vicevoorzitter", zijn plaatsvervanger en zijn rechterhand. Zijn portefeuille omvatte daarnaast betere regelgeving, interinstitutionele betrekkingen, rechtsstatelijkheid en het Handvest van de grondrechten van de Europese Unie. Timmermans liet zich inzake China adviseren door de Belgische politicoloog Jonathan Holslag.

##### Vluchtelingencrisis en 'Turkije-deal'
In de zomer van 2015 nam de druk op de asielopvang in Europa toe en leidde tot wat de Europese vluchtelingencrisis is gaan heten. In het jaar 2015 staken ongeveer 1 miljoen vluchtelingen en migranten de Middellandse Zee over richting Europa. Bij deze overtochten stierven zeker 3771 mensen. Als vicevoorzitter bezocht Timmermans op 31 augustus een vluchtelingenkamp bij het Franse Calais en op 4 september het Griekse eiland Kos om de vluchtelingensituatie aldaar te bekijken.
Timmermans uitte zorgen dat de vluchtelingencrisis de EU uiteen zou scheuren door toedoen van nationalistische bewegingen die inspeelden op angstbeelden.
Vanuit de EU werd er gesproken over een gezamenlijke aanpak. Een verdeling van vluchtelingen (eventueel met verdeelsleutel of opgelegd quotum) over de hele Europese Unie werd meerdere malen geopperd. Gezamenlijk kwamen de EU-lidstaten er niet uit. En op 14 september kwam het tot een stemming tussen de verantwoordelijke ministers over een verplichte herverdeling van 40.000 vluchtelingen uit Griekenland en Italië. Op 22 september volgde nog een stemming over nog eens een verplichte herverdeling van 120.000 extra vluchtelingen over een periode van twee jaar. De Europese Commissie pleitte verder voor verschillende maatregelingen: gezamenlijke controle aan de buitengrenzen, instellen van ‘hotspots’ of opvangkampen voor het starten van asielprocedures, herziening van het Dublin-systeem uit 2003, samenstellen van een lijst van veilige landen en verbetering van de omstandigheden in de vluchtelingenkampen.
Op 15 oktober 2015 werd met Turkije (het land waarvandaan de meeste vluchtelingen en migranten naar Europa reisden) een voorlopig akkoord bereikt, Timmermans onderhandelde namens de EU hiervoor in Ankara met de Turkse regering. Turkije zou vluchtelingen en migranten gaan opvangen om zo te voorkomen dat ze naar Europa zouden doorreizen. Hiervoor zou Turkije drie miljard euro voor de opvang van vluchtelingen krijgen, zouden Turken visumvrij kunnen reizen naar de EU en zouden de gesprekken over het toetreden tot de EU worden hervat. Turkije ving op dat moment zelf al zo’n 1,9 miljoen Syrische vluchtelingen op. Op 29 november 2015 kwam Turkije met de 28 EU-lidstaten samen in Brussel voor een top over de vluchtelingencrisis en om tot een verdere overeenkomst te komen. Begin 2016 bleken de Europese lidstaten hun beloften over de herverdeling van vluchtelingen en geld voorzien voor de opvang niet tot mondjesmaat na te komen.
In januari 2016 ontstond er commotie en verwarring over een bewering die Timmermans deed in een interview met de NOS; dat 60% van de vluchtelingen die in Europa aankwamen niet uit een oorlogsgebied kwam. Met andere woorden economische vluchtelingen, die volgens Timmermans moesten worden teruggestuurd. De cijfers waren in eerste instantie niet te controleren, daar ze pas twee dagen later officieel bekend werden gemaakt. Toch kwamen ze niet overeen met eerdere cijfers van Frontex, de Verenigde Naties of de IND. Na publicatie van de data bleek dat de cijfers van Timmermans onjuist waren. Volgens NRC Handelsblad zouden in december 2015 (de maand waarover Timmermans sprak) juist zo'n 90% van de nieuwe asielzoekers wel uit oorlogsgebieden komen.
Timmermans uitte ook ongeduld over het afronden van het nog voorlopige akkoord met Turkije. Nederland was als land tijdelijk voorzitter van de Raad van de Europese Unie en minister-president Mark Rutte onderhandelde vanuit die positie op 10 februari met de Turkse premier Ahmet Davutoğlu. Half maart leek er een doorbraak te komen en op 18 maart 2016, bij een top met Turkije en de EU-lidstaten, werd uiteindelijk een akkoord bereikt. Het akkoord werd bekritiseerd omwille van het mogelijk schenden van mensenrechten en dat de EU door met Turkije in gesprek te gaan weg zou kijken van de verslechterende democratie in het land.
Op 6 april presenteerde de commissarissen Timmermans en Dimitris Avramopoulos plannen om het Europees migratiebeleid grondig te veranderen, waarbij oplossingen werden gezocht in een gezamenlijke aanpak en het aanpassen van het Dublin-principe.

##### Rechtsstaat in Polen
In de loop van 2017 uitte de Europese Commissie meer zorgen over de staat van rechtsstaat in Polen. Timmermans dreigde om Artikel 7 in werking te stellen, waarbij als er aantoonbaar sprake is van rechtsschending, sancties voor het land kunnen volgen.

#### Spitzenkandidat Europese verkiezingen
In aanloop van de Europees Parlementsverkiezingen van 2019 werd Timmermans door de PES, de Europese sociaaldemocratische partij, gekozen tot lijsttrekker, en in Nederland zodoende gelijk ook van de PvdA. Hiermee werd hij wat in de media een spitzenkandidat werd genoemd; degene die kans maakt om voorzitter van de Europese Commissie te worden. Timmermans voerde als spitzenkandidat/lijsttrekker van de sociaaldemocratische groepering in het Europese Parlement ook campagne in andere lidstaten.
De PvdA kwam bij deze verkiezingen als grootste Nederlandse partij uit de bus en behaalde 6 van de 26 Nederlandse zetels in het Europees Parlement. Voor de PvdA ging het om het beste verkiezingsresultaat in jaren, hetgeen mede werd toegeschreven aan een ‘Frans Timmermans-effect’.
Na de verkiezingen maakte Timmermans kans om tot Voorzitter van de Europese Commissie te worden gekozen. Op 2 juli 2019 besloot Timmermans zijn zetel in het parlement daarom op te geven. De keuze om tot een nieuwe voorzitter te komen, liep echter moeizaam. Enerzijds was er bezwaar vanuit de zogenaamde Visegrad-landen (Hongarije, Polen, Slowakije en Tsjechië), mede door hun de politieke botsing met Timmermans tijdens de vluchtelingencrisis. Hier sloot Italië zich bij aan. Anderzijds was er bezwaar vanuit de christendemocraten (EVP), die liever geen sociaaldemocraat voor die functie wilden hebben. Uiteindelijk droeg de Europese Raad die dag de Duitse minister en christendemocraat Ursula von der Leyen (CDU) voor. Met de benoeming van Von der Leyen door de Europese Raad werden de spitzenkandidaten/lijsttrekkers alsnog gepasseerd. Ondanks dat dat slecht viel, stemde het Europees Parlement, zij het schoorvoetend, met een nipte meerderheid in met haar benoeming. Timmermans moest 'genoegen nemen' met een benoeming als eerste vicevoorzitter.

#### Tweede termijn
Op 2 december 2019 begon Timmermans als klimaat-Eurocommissaris. Hij trok voormalig PvdA-leider Diederik Samsom aan als zijn kabinetschef.
Timmermans presenteerde in maart 2020 zijn 'Green deal', een lijst plannen om de Europese Unie in 2050 klimaatneutraal te maken. Zijn voorstel dat de Europese Commissie zelf de klimaatdoelen mag aanscherpen als klimaatneutraliteit in 2050 uit zicht zou raken, stuitte op verzet van Europarlementsleden en juristen. Hoewel in november 2019 de klimaatnoodtoestand werd uitgeroepen door een meerderheid van het Europees Parlement, werd de landbouw in de begroting niet verplicht tot verduurzaming, mede door een sterke landbouwlobby.
Op 20 juli 2023 stelde Timmermans zich kandidaat voor het lijsttrekkerschap van de gezamenlijke lijst van GroenLinks-PvdA bij de vervroegde Tweede Kamerverkiezingen van 22 november 2023. Daarvoor werd hij officieel gepresenteerd als lijsttrekker op 22 augustus 2023, waarop hij zijn ontslag indiende als Eurocommissaris.

### Leider GroenLinks-PvdA
In juli 2023 stelde Timmermans zich kandidaat voor het lijsttrekkerschap namens de partijcombinatie GroenLinks-PvdA voor de Tweede Kamerverkiezingen 2023, waar hij uiteindelijk op 22 augustus 2023 officieel werd voorgedragen. Bij de verkiezingen op 22 november 2023 behaalde GroenLinks-PvdA onder het lijsttrekkerschap van Timmermans 25 zetels, twaalf minder dan de grootste partij PVV.
Timmermans werd op woensdag 6 december 2023 voor de zesde keer beëdigd tot lid van de Tweede Kamer. Sindsdien is hij fractievoorzitter van de fractie GroenLinks-PvdA.

## Onderscheidingen

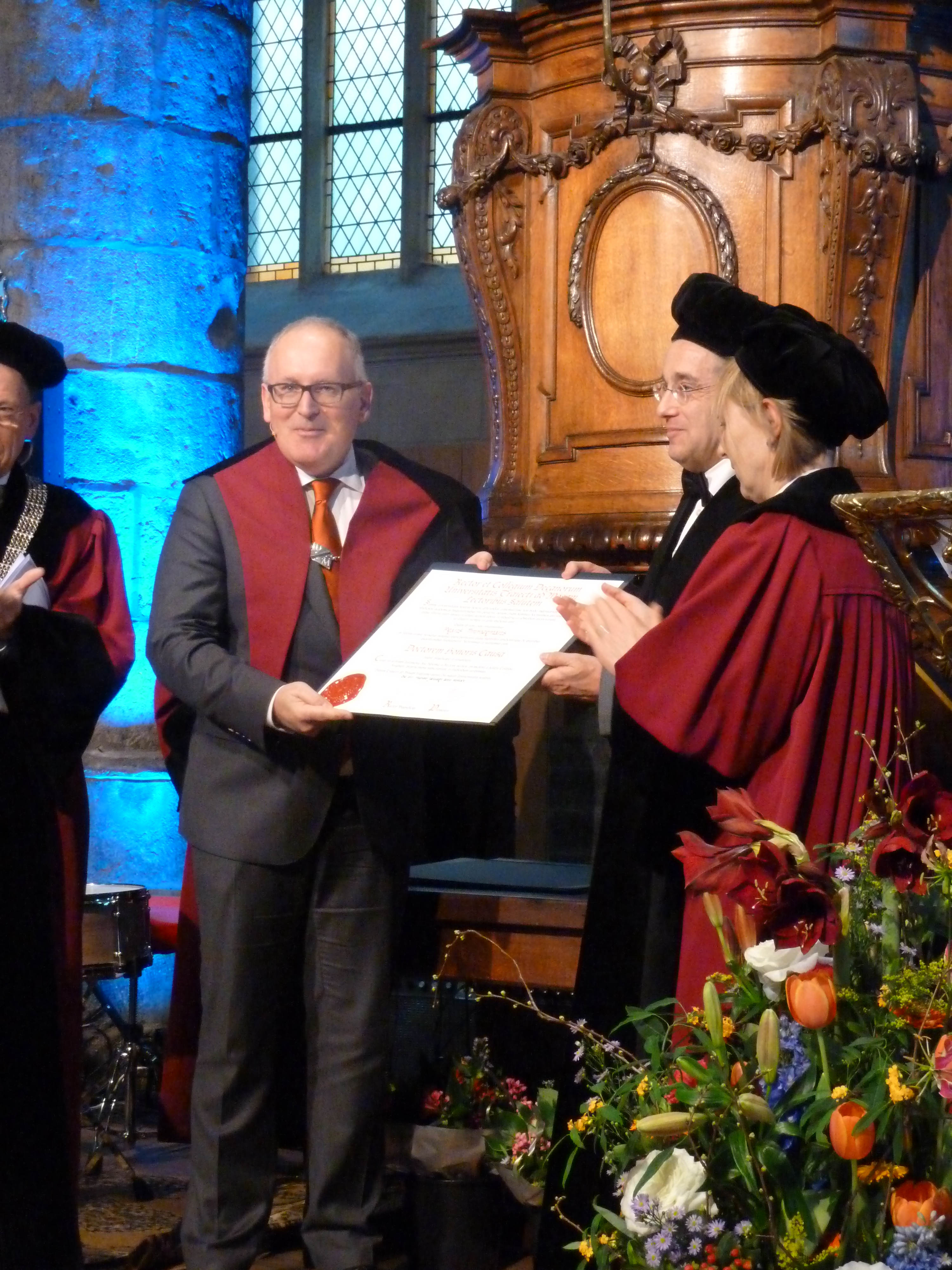
Uitreiking UM-eredoctoraat, 2015

- Ridder in de Orde van Oranje-Nassau
- Officier in de Orde van Verdienste van de Republiek Polen
- Bulgaarse Gouden Palm
- Commandeur in de Orde van Verdienste van de Roemenië
- Ridder in het Legioen van Eer
- Grootkruis in de Orde van het Zuiderkruis
- Grootkruis in de Orde van het Kruis van Terra Mariana
- Grootkruis in de Orde van Groothertog Gediminas van Litouwen
- Commandeur in de Orde van de Poolster
- Grootkruis in de Orde van Verdienste van Chili
- Timmermans ontving in 2015 een eredoctoraat van de Universiteit Maastricht.[67]
- In 2019 ontving Timmermans een eredoctoraat van de Roemeense universiteit Nationale School voor Politieke Wetenschappen en Openbaar Bestuur.[68]
- In 2022 ontving Timmermans een eredoctoraat van de Technische Universiteit Delft.[69]
- In 2022 ontving Timmermans een institutioneel eredoctoraat van de Universiteit Gent.

## Wetenswaardigheden
- Timmermans is een polyglot. Hij spreekt van huis uit Limburgs en Nederlands en daarnaast beheerst hij Duits, Frans, Engels, Russisch en Italiaans.
- In 2010 bekleedde hij aan de Universiteit Utrecht de Vrede van Utrecht-leerstoel.
- Timmermans werd in een artikel dat op 27 december 2016 in de Volkskrant verscheen door mede-PvdA'er en oud-politicus Ronald Plasterk ervan beschuldigd dat hij in de periode 2010-2012 als Tweede Kamerlid een half jaar niets zou hebben uitgevoerd. Dat zou zijn omdat Timmermans voet bij stuk wilde houden om de portefeuille buitenland te verkrijgen, die hem in eerste instantie werd geweigerd in verband met zijn vorige ambt als staatssecretaris buitenlandse zaken. Timmermans wilde niet reageren.[70]
- De parlementaire pers koos hem op 11 december 2014 tot politicus van het jaar.
- Timmermans weigerde sinds eind 2014 op te treden in de Nederlandse talkshow Pauw, omdat presentator Jeroen Pauw hem in 2014 een uitspraak ontlokte over een detail rond de ramp met de MH17.[71]
- In 2016 verscheen de documentaire ‘De Europeaan’ onder regie van Dirk Jan Roeleven waarin Timmermans (dan Eurocommissaris) een jaar lang werd gevolgd, onder andere tijdens de vluchtelingencrisis.[72]
- Op 22 april 2024 werd door Geert Wilders aangifte tegen Timmermans gedaan, wegens een uitspraak door hem gedaan op een partijcongres waarin hij de woorden "Mensen onze taak is helder. Wij zullen niets nalaten om te voorkomen dat Wilders in dit land aan de macht komt." uitsprak.[73] Het OM beoordeelde de uitspraak als niet strafbaar.[74]